# Amore e chiacchiere
Amore e chiacchiere (bra: Com o Amor Não Se Brinca) é um filme franco-hispano-italiano de 1958, do gênero comédia dramática, dirigido por Alessandro Blasetti.

## Elenco
- Vittorio De Sica
- Gino Cervi
- Elisa Cegani
- Carla Gravina
- Geronimo Meynier
- Alessandra Panaro
- Isa Pola
- Pilar Gómez Ferrer

## Prêmios e indicações
| Evento/prêmio                                    | Categoria                        | Recipiente    | Resultado |
| ------------------------------------------------ | -------------------------------- | ------------- | --------- |
| Festival Internacional de Cinema de Locarno 1964 | Prêmio de interpretação feminina | Carla Gravina | Venceu    |

## Sinopse
O filme relata os conflitos entre e dentro de famílias, de pais em desacordo com os seus filhos, e sobre intrigas que arruínam o ritmo de vida na província.